# 텍스 테리

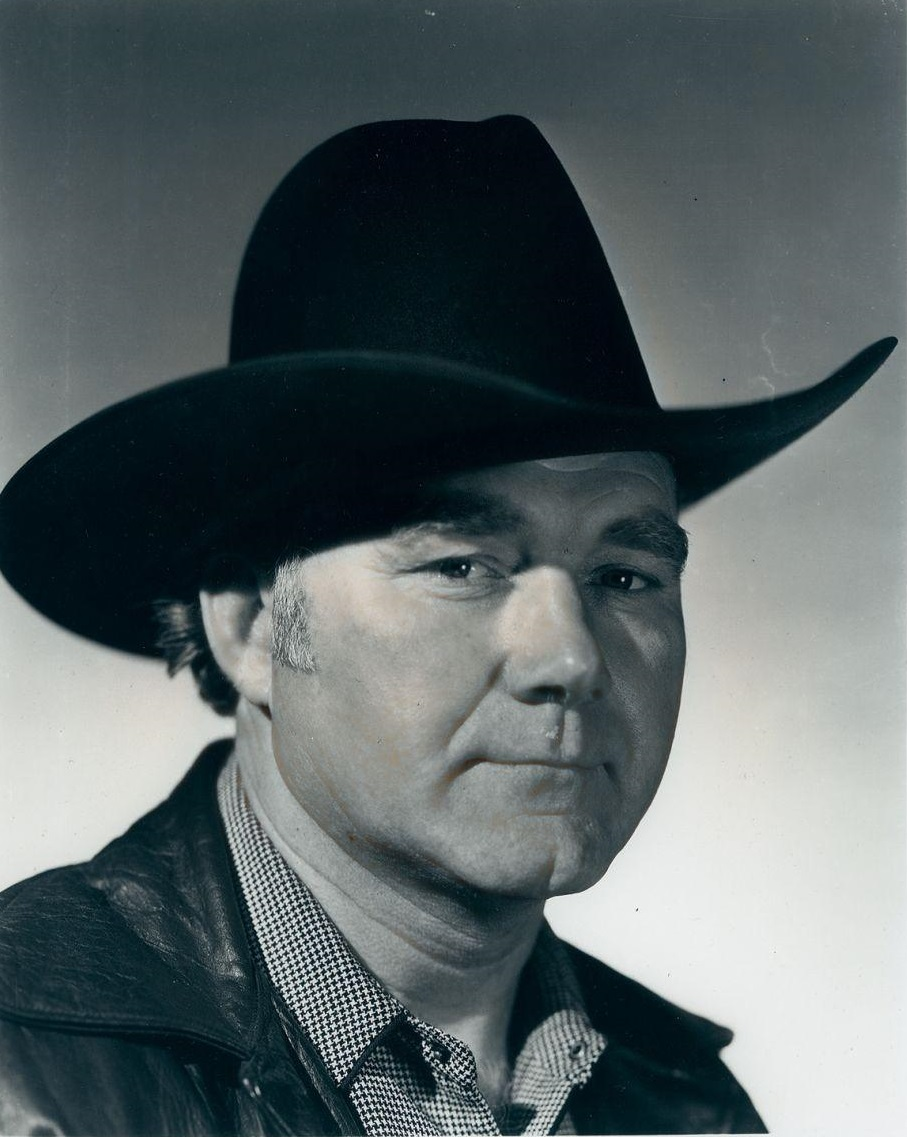

텍스 테리(Tex Terry, 1902년 8월 22일 ~ 1985년 5월 18일)는 미국의 배우, 텔레비전 배우이다.
테레호테에서 사망하였다.

## 영화
- 서부의 파라딘 (1957년)
- 딜론 보안관 (1955년)
- 맨 위드 더 스틸 위프 (1954년)
- 팩 트레인 (1953년)
- 돌아온 돈 데어데블 (1951년)
- 조로의 아들 (1947년)